# Čenad
Čanad ili Čenad (mađ. Érsekcsanád) je selo u južnoj Mađarskoj.

## Upravna organizacija
Upravno pripada Bajskoj mikroregiji u Bačko-kiškunskoj županiji.
Poštanski broj je 6347.
U selu djeluju jedinice romske i njemačke manjinske samouprave.

## Zemljopis
Nalazi se na 46°15' sjeverne zemljopisne širine i 18°59' istočne zemljopisne dužine.
Zauzima površinu od 58,62 km2, a u Čanadu živi 2967 stanovnika (stanje 2005.).

## Povijest
Selo je prije imalo hrvatsko stanovništvo. Mjesni Hrvati su pripadali etničkoj skupini Bunjevaca.
Katoličke je Hrvate naselila 1806. godine Kalačka biskupija, no još matice iz 1799. godine bilježe 28 hrvatskih prezimena. Tragovi hrvatskog su ostali u nekim toponimima.
Kasnijim procesima odnarođivanja, što prirodnom, što nasilnom asimilacijom, mjesni su Hrvati nestali.
Mještani su govorili i hrvatskim jezikom sve do 1920-ih.

## Stanovništvo
U Čenadu živi 2880 stanovnika (popis 2001.). Mađari su većina. Nijemaca je 0,8%, Hrvata je 0,3%, Roma je 0,2%, Srba je 0,1%, Rumunja je 0,1% te ostalih. Rimokatolika je 53,4%, kalvinista je 16,7%, bez vjere je 14% te ostalih.